# Kriegerdenkmal Alberschwende

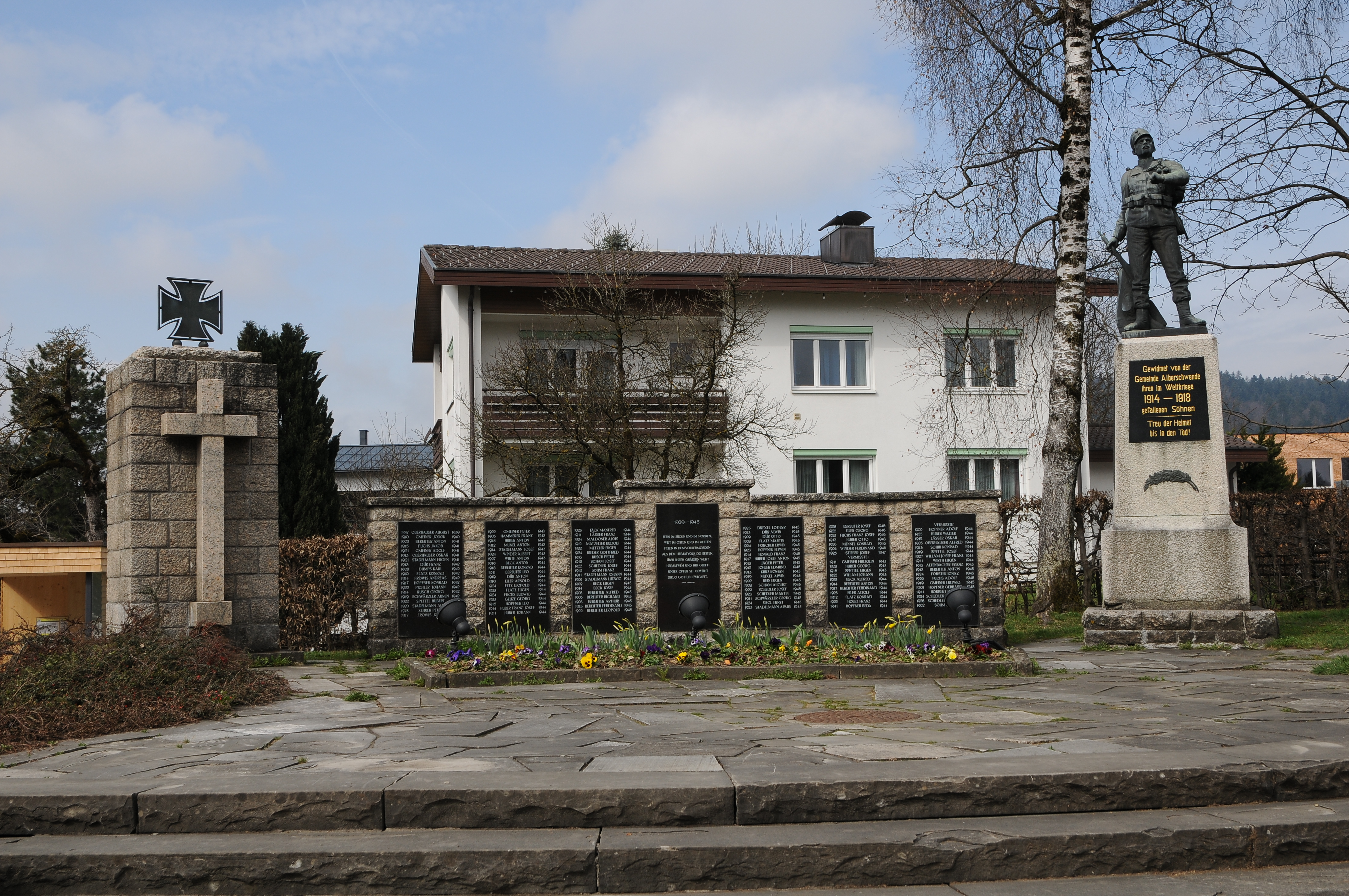
Kriegerdenkmal Alberschwende

Das Kriegerdenkmal Alberschwende ist ein Kriegerdenkmal am Dorfplatz in der Bregenzerwälder Gemeinde Alberschwende im Bezirk Bregenz in Vorarlberg. Es wurde zum Gedenken an die gefallenen und vermissten Alberschwender Soldaten im Ersten und Zweiten Weltkrieg errichtet. Das Kriegerdenkmal steht unter Denkmalschutz (Listeneintrag).
Der rechte Teil des Denkmals wurde 1924 zum Gedenken an die im Ersten Weltkrieg ums Leben gekommenen Soldaten errichtet. Die Soldatenfigur auf Steinsockel wurde von G. Matt geschaffen. Auf der schwarzen Marmortafel mit goldener Inschrift ist zu lesen: „Gewidmet von der Gemeinde Alberschwende ihren im Weltkriege 1914 - 1918 gefallenen Söhnen. treu der Heimat, bis in den Tod.“ Darunter ist ein Olivenzweig zu sehen.
Das Denkmal wurde nach dem Zweiten Weltkrieg erweitert. Nach Erfassung der Gefallenen und Vermissten wurde die Erweiterung 1957 in Auftrag gegeben und 1961 eingeweiht. Das Denkmal ist zweiteilig: Der linke Teil ist ein etwa zwei Meter hoher Steinturm mit Kreuz aus Marmor. Bekrönt wird er durch ein schwarzes Metallkreuz. Rechts daneben befindet sich eine langgestreckte ebenfalls gemauerte Wand. Auf dieser sind alle 67 Gefallenen und 29 Vermissten aufgelistet. In der Mitte befindet sich eine schwarze Marmortafel mit folgender Aufschrift: „1939 - 1945. Fern im Süden und im Norden, weit im Osten und im Westen fielen in den Völkermorden aus dem Heimatvolk die Besten. Über ihren Gräbern weht Heimatweh und ihr Gebet: Unser Opfer sei geweiht, dir, o Gott, in Ewigkeit.“